# Like Father, Like Clown
"Like Father, Like Clown" är avsnitt sex från säsong tre av Simpsons. Avsnittet sändes på Fox den 24 oktober 1991. I avsnittet berättar Krusty för familjen Simpson om sin judiska bakgrund och hur han är avskydd av sin far. Barnen Bart och Lisa bestämmer sig för att få sin far att återförena Krusty med sin far. "Like Father, Like Clown" skrevs av Jay Kogen och Wallace Wolodarsky och är en hyllning till Jazzsångaren. Avsnittet fick en Nielsen rating på 12.7 och Jackie Mason  som spelade Hyman Krustofski vann en Primetime Emmy Award under 1992 för  Outstanding Voice-Over Performance.

## Handling
Krusty the Clown har lovat äta middag med familjen Simpson efter att Bart hjälpte honom att bli fri i "Krusty Gets Busted", men han har hela tiden skjutit upp den. Till slut tröttnar Bart och skriver ett brev till Krusty där han säger att han inte längre tror på honom. Krustys sekreterare blir rörd av brevet och efter att hon hotat Krusty med att sluta hos honom lovar han gå och äta med familjen. När det är dags för bordsbönen läser Krusty den på hebreiska och Lisa förklarar för resten av familjen att han är jude när resten av familjen börjar skratta åt bordsbönen. Han börjar berätta för familjen att hans riktiga namn är Herschel Krustofski och berättar om sin barndom. Han bodde i Lower East Side, Springfield tillsammans med sin far, Hyman Krustofski, som var rabbin och han var starkt emot att Herschels ville bli clown. Han ville att sonen också skulle bli rabbin. Krusty gav inte upp sin tro på att bli clown, vilket gjorde ett dåligt intryck på hans far, så han började göra det bakom sin faderns rygg. En natt medverkade Krusty på ett rabbinkonvent där en rabbin sprutade flaskvatten på honom, vilket gjorde att hans far, Rabbi Krustofski, som satt i publiken blev rasande och förnekade att Krusty var hans son. Det var för 25 år sedan och de har sett eller talat med varandra sen dess.
Under veckorna efter erkännandet börjar Krusty sakna sin far och blir deprimerad, vilket leder till att Bart och Lisa bestämmer sig för att hjälpa Krusty att återförenas med sin far, men då de får tag i rabbinen vägrar han fortfarande acceptera Krustys yrkesval. De bestämmer sig för att omvända Hyman. Lisa börjar forska efter något som kan omvända honom och hittar berättelser där man ber om förlåtelse, men rabbin Krustofski har ett bra motsvar för var och en av dem. I ett sista försök ger Bart rabbinen ett citat från Sammy Davis Jr, en judisk underhållare precis som Krusty. Detta citat övertygar Rabbi Krustofski att Krusty gjort rätt och återförenas med honom i direktsändning.

## Produktion
"Like Father, Like Clown" skrevs av Jay Kogen och Wallace Wolodarsky. Krusty religion hade inte avslöjats tidigare så Kogen och Wolodarsky beslutade att parodiera Jazzsångaren och fastställa att Krusty är judisk. De gav idén till den exekutive producenten Sam Simon, som förkastade idén, men skicakde den till James L. Brooks som accepterade den. Krustys efternamn, Krustofski var en idé av Al Jean. Den delen av episoden som citerar Bibeln som stöd eller motstånd mot clowneri blev noggrant undersökt. Citat inkluderar, Andra Mosebok (Exodus) 20:12 och Joshua 1:8. Citaten från Talmud användes också, och två rabbiner, Lavi Meier och Harold M. Schulweis, anställdes som "speciella tekniska konsulter". Schulweis ombads att ta en titt på ett utkast till manuset. Även om inte ett fan av showen, kände han att avsnittet hade djup och gjorde några korrigeringar.
Avsnittet regisserades av Jeffrey Lynch och Brad Bird, det var första gången för Lynch. Krusty är en av Birds favoritkaraktärer, och han försöker alltid animera en scen i varje avsnitt med Krusty Rabbi Krustofski framfördes av Jackie Mason, som varit en rabbin, men som idag är komiker. Mason spelade in sina repliker i New York med Dan Castellaneta. I avsnittet försöker Bart och Lisa att lura Rabbi Krustofski att möta Krusty genom att ordna en lunchträff mellan honom och Saul Bellow. Ursprungligen skulle mötet bestå av Isaac Bashevis Singer, men efter att Singer dog innan sändningen bytte man rollfigur och han fick spela in nya repliker. Rabbi Krustofski har därefter medverkat flera gånger och spelats av både Mason och Castellaneta.

## Kulturella referenser
Avsnittet är en hyllning till filmen Jazzsångaren, som handlar om en son som har haft en strikt religiös uppfostran, men trotsar sin far för att bli en underhållare. Filmen nämns när Rabbi Krustofski säger att han skulle förlåta honom om han var musiker eller jazzsångare. Lisa berättar för sin far att det finns många judiska underhållare, som Lauren Bacall, Dinah Shore, William Shatner och Mel Brooks. I Krustys tillbakablick när han och hans far går nerför gatan är det en parodi på en scen från Gudfadern del III. I Simpsons huset spelar Krusty upp The Concert för Bangladesh och i Krustys ateljé, finns det bilder på honom med Alfred Hitchcock och The Beatles. I slutet av avsnittet sjunger Krusty med sin far, "O Mein Papa". Bart citerar i avsnittet Sammy Davis, Jr. från sin bok, Yes, I Can.

## Mottagande
"Like Father, Like Clown" hamnade på plats 34 i mest sedda program under veckan och en Nielsen rating på 12.7, och var det mest sedda programmet på Fox under veckan. Mason vann en Primetime Emmy Award under 1992 for Outstanding Voice-Over Performance för hans medverkan i avsnittet, tillsammans med sex andra från serien. Andra gästskådespelare som vunnit priset är Marcia Wallace och  Kelsey Grammer. Alan Sepinwall och Matt Zoller på The Star-Ledger anser att "Like Father, Like Clown" är ett av tio avsnitt från Simpsons som visar den komiska och känslomässiga omfattning i serien. Colin Jacobson på DVD Movie Guide anser att avsnittet saknar skratt och är mer charmig vilket de gjort ett bra jobb på.